# Interlands Spaans voetbalelftal 1970-1979
Deze pagina toont een chronologisch en gedetailleerd overzicht van de interlands die het Spaans voetbalelftal heeft gespeeld in de periode 1970 – 1979.

## Interlands

### 1970
|                                                                          |                                                         |       |                |                                                                                                 |
| 11 februari Vriendschappelijk № 181 «onderlinge duels» 20:30 uur (UTC+1) | Spanje                                                  | 2 – 0 | West-Duitsland | Estadio Ramón Sánchez Pizjuán, Sevilla Toeschouwers: 14.900 Scheidsrechter: René Vigliani (FRA) |
| 11 februari Vriendschappelijk № 181 «onderlinge duels» 20:30 uur (UTC+1) | Antón Arieta-Araunabeña 17' Antón Arieta-Araunabeña 41' |       |                | Estadio Ramón Sánchez Pizjuán, Sevilla Toeschouwers: 14.900 Scheidsrechter: René Vigliani (FRA) |

|                                                                          |                                                         |       |                                   |                                                                                               |
| 21 februari Vriendschappelijk № 182 «onderlinge duels» 21:00 uur (UTC+1) | Spanje                                                  | 2 – 2 | Italië                            | Estadio Santiago Bernabéu, Madrid Toeschouwers: 80.000 Scheidsrechter: Kurt Tschenscher (FRG) |
| 21 februari Vriendschappelijk № 182 «onderlinge duels» 21:00 uur (UTC+1) | Sandro Salvadore 23' (e.d.) Antón Arieta-Araunabeña 25' |       | 11' Pietro Anastasi 18' Gigi Riva | Estadio Santiago Bernabéu, Madrid Toeschouwers: 80.000 Scheidsrechter: Kurt Tschenscher (FRG) |

|                                                                       |             |                |        | |
| 22 april Vriendschappelijk № 183 «onderlinge duels» 20:00 uur (UTC+1) | Zwitserland | 0 – 1          | Spanje | Stade Olympique de la Pontaise, Lausanne Toeschouwers: 28.000 Scheidsrechter: Ferdinand Biwersi (FRG) |
| 22 april Vriendschappelijk № 183 «onderlinge duels» 20:00 uur (UTC+1) |             | 7' Txetxu Rojo |        | Stade Olympique de la Pontaise, Lausanne Toeschouwers: 28.000 Scheidsrechter: Ferdinand Biwersi (FRG) |

|                                                                         |                             |       |                       |                                                                               |
| 28 oktober Vriendschappelijk № 184 «onderlinge duels» 20:30 uur (UTC+1) | Spanje                      | 2 – 1 | Griekenland           | La Romareda, Zaragoza Toeschouwers: 6.851 Scheidsrechter: René Vigliani (FRA) |
| 28 oktober Vriendschappelijk № 184 «onderlinge duels» 20:30 uur (UTC+1) | Luis Aragonés 22' Quini 69' |       | 87' Mimis Papaioannou | La Romareda, Zaragoza Toeschouwers: 6.851 Scheidsrechter: René Vigliani (FRA) |

|                                                                             |                                               |       |               |                                                                                                   |
| 11 november EK 1972 kwalificatie № 185 «onderlinge duels» 20:30 uur (UTC+1) | Spanje                                        | 3 – 0 | Noord-Ierland | Estadio Ramón Sánchez Pizjuán, Sevilla Toeschouwers: 26.215 Scheidsrechter: Gyula Emsberger (HUN) |
| 11 november EK 1972 kwalificatie № 185 «onderlinge duels» 20:30 uur (UTC+1) | Carles Rexach 39' Pirri 59' Luis Aragonés 77' |       |               | Estadio Ramón Sánchez Pizjuán, Sevilla Toeschouwers: 26.215 Scheidsrechter: Gyula Emsberger (HUN) |

### 1971
|                                                                          |                        |       |                             |                                                                                       |
| 20 februari Vriendschappelijk № 186 «onderlinge duels» 14:30 uur (UTC+1) | Italië                 | 1 – 2 | Spanje                      | Stadio Sant'Elia, Cagliari Toeschouwers: 27.492 Scheidsrechter: Robert Frauciel (FRA) |
| 20 februari Vriendschappelijk № 186 «onderlinge duels» 14:30 uur (UTC+1) | Giancarlo De Sisti 79' |       | 35' Pirri 79' Fidel Uriarte | Stadio Sant'Elia, Cagliari Toeschouwers: 27.492 Scheidsrechter: Robert Frauciel (FRA) |

|                                                                       |                     |       |                                     |                                                                                             |
| 17 maart Vriendschappelijk № 187 «onderlinge duels» 20:30 uur (UTC+1) | Spanje              | 2 – 2 | Frankrijk                           | Estadio Luís Casanova, Valencia Toeschouwers: 20.038 Scheidsrechter: Aurelio Angonese (ITA) |
| 17 maart Vriendschappelijk № 187 «onderlinge duels» 20:30 uur (UTC+1) | Pirri 61' Pirri 63' |       | 14' Hervé Revelli 54' Hervé Revelli | Estadio Luís Casanova, Valencia Toeschouwers: 20.038 Scheidsrechter: Aurelio Angonese (ITA) |

|                                                                       |        |                                |        |                                                                                      |
| 9 mei EK 1972 kwalificatie № 188 «onderlinge duels» 16:30 uur (UTC+2) | Spanje | 0 – 2                          | Cyprus | GSP-stadion, Nicosia Toeschouwers: 5.818 Scheidsrechter: Constantin Bărbulescu (ROU) |
| 9 mei EK 1972 kwalificatie № 188 «onderlinge duels» 16:30 uur (UTC+2) |        | 3' Pirri 85' José Luis Violeta |        | GSP-stadion, Nicosia Toeschouwers: 5.818 Scheidsrechter: Constantin Bărbulescu (ROU) |

|                                                                        |                                           |       |                   |                                                                                            |
| 30 mei EK 1972 kwalificatie № 189 «onderlinge duels» 18:30 uur (UTC+3) | Sovjet-Unie                               | 2 – 1 | Spanje            | Centraal Leninstadion, Moskou Toeschouwers: 81.700 Scheidsrechter: Ferdinand Biwersi (FRG) |
| 30 mei EK 1972 kwalificatie № 189 «onderlinge duels» 18:30 uur (UTC+3) | Viktor Kolotov 79' Vitali Sjevtsjenko 83' |       | 88' Carles Rexach | Centraal Leninstadion, Moskou Toeschouwers: 81.700 Scheidsrechter: Ferdinand Biwersi (FRG) |

|                                                                            |        |       |             | |
| 27 oktober EK 1972 kwalificatie № 190 «onderlinge duels» 20:30 uur (UTC+1) | Spanje | 0 – 0 | Sovjet-Unie | Estadio Ramón Sánchez Pizjuán, Sevilla Toeschouwers: 40.169 Scheidsrechter: Norman Burtenshaw (ENG) |
| 27 oktober EK 1972 kwalificatie № 190 «onderlinge duels» 20:30 uur (UTC+1) |        |       |             | Estadio Ramón Sánchez Pizjuán, Sevilla Toeschouwers: 40.169 Scheidsrechter: Norman Burtenshaw (ENG) |

|                                                                             |                                                                                    |       |        |                                                                                           |
| 24 november EK 1972 kwalificatie № 191 «onderlinge duels» 20:00 uur (UTC+1) | Spanje                                                                             | 7 – 0 | Cyprus | Estadio Los Cármenes, Granada Toeschouwers: 19.176 Scheidsrechter: Joe Cassar Naudi (MLT) |
| 24 november EK 1972 kwalificatie № 191 «onderlinge duels» 20:00 uur (UTC+1) | Pirri 9' Quino 12' Quino 24' Pirri 46' (pen.) Aguilar 63' Lora 66' Txetxu Rojo 75' |       |        | Estadio Los Cármenes, Granada Toeschouwers: 19.176 Scheidsrechter: Joe Cassar Naudi (MLT) |

### 1972
|                                                                         |                             |       |           |                                                                                               |
| 12 januari Vriendschappelijk № 192 «onderlinge duels» 20:30 uur (UTC+1) | Spanje                      | 1 – 0 | Hongarije | Estadio Santiago Bernabéu, Madrid Toeschouwers: 30.000 Scheidsrechter: Kurt Tschenscher (FRG) |
| 12 januari Vriendschappelijk № 192 «onderlinge duels» 20:30 uur (UTC+1) | Antón Arieta-Araunabeña 82' |       |           | Estadio Santiago Bernabéu, Madrid Toeschouwers: 30.000 Scheidsrechter: Kurt Tschenscher (FRG) |

|                                                                           |                  |       |                 |                                                                                            |
| 16 februari EK 1972 kwalificatie № 193 «onderlinge duels» 15:00 uur (UTC) | Noord-Ierland    | 1 – 1 | Spanje          | Boothferry Park, Kingston upon Hull Toeschouwers: 19.925 Scheidsrechter: Jack Taylor (ENG) |
| 16 februari EK 1972 kwalificatie № 193 «onderlinge duels» 15:00 uur (UTC) | Sammy Morgan 72' |       | 40' Txetxu Rojo | Boothferry Park, Kingston upon Hull Toeschouwers: 19.925 Scheidsrechter: Jack Taylor (ENG) |

|                                                                       |             |       |        |                                                                                           |
| 12 april Vriendschappelijk № 194 «onderlinge duels» 16:30 uur (UTC+2) | Griekenland | 0 – 0 | Spanje | Kaftanzogliostadion, Thessaloniki Toeschouwers: 25.000 Scheidsrechter: Marijan Rauš (YUG) |
| 12 april Vriendschappelijk № 194 «onderlinge duels» 16:30 uur (UTC+2) |             |       |        | Kaftanzogliostadion, Thessaloniki Toeschouwers: 25.000 Scheidsrechter: Marijan Rauš (YUG) |

|                                                                     |                            |       |         |                                                                                            |
| 23 mei Vriendschappelijk № 195 «onderlinge duels» 20:30 uur (UTC+1) | Spanje                     | 2 – 0 | Uruguay | Estadio Vicente Calderón, Madrid Toeschouwers: 60.000 Scheidsrechter: Károly Palotai (HUN) |
| 23 mei Vriendschappelijk № 195 «onderlinge duels» 20:30 uur (UTC+1) | Óscar Valdez 8' Gárate 78' |       |         | Estadio Vicente Calderón, Madrid Toeschouwers: 60.000 Scheidsrechter: Károly Palotai (HUN) |

| |            |       |            |                                                                                               |
| 11 oktober Vriendschappelijk Copa de la Hispanidad 1972 № 196 «onderlinge duels» 20:30 uur (UTC+1) | Spanje     | 1 – 0 | Argentinië | Estadio Santiago Bernabéu, Madrid Toeschouwers: 50.000 Scheidsrechter: Kurt Tschenscher (FRG) |
| 11 oktober Vriendschappelijk Copa de la Hispanidad 1972 № 196 «onderlinge duels» 20:30 uur (UTC+1) | Asensi 33' |       |            | Estadio Santiago Bernabéu, Madrid Toeschouwers: 50.000 Scheidsrechter: Kurt Tschenscher (FRG) |

|                                                                          |                                     |       |                                     | |
| 19 oktober WK 1974 kwalificatie № 197 «onderlinge duels» 20:30 uur (UTC) | Spanje                              | 2 – 2 | Joegoslavië                         | Estadio Insular, Las Palmas de Gran Canaria Toeschouwers: 14.161 Scheidsrechter: Keith Walker (ENG) |
| 19 oktober WK 1974 kwalificatie № 197 «onderlinge duels» 20:30 uur (UTC) | Amancio Amaro Varela 30' Asensi 89' |       | 52' Dušan Bajević 61' Dušan Bajević | Estadio Insular, Las Palmas de Gran Canaria Toeschouwers: 14.161 Scheidsrechter: Keith Walker (ENG) |

### 1973
|                                                                            |                                      |       |                                                      |                                                                                             |
| 17 januari WK 1974 kwalificatie № 198 «onderlinge duels» 15:00 uur (UTC+2) | Griekenland                          | 2 – 3 | Spanje                                               | Leoforos Alexandrasstadion, Athene Toeschouwers: 16.579 Scheidsrechter: Rudi Glöckner (DDR) |
| 17 januari WK 1974 kwalificatie № 198 «onderlinge duels» 15:00 uur (UTC+2) | Giorgos Koudas 50' Mimis Domazos 82' |       | 40' Óscar Valdez 82' José Claramunt 86' Óscar Valdez | Leoforos Alexandrasstadion, Athene Toeschouwers: 16.579 Scheidsrechter: Rudi Glöckner (DDR) |

|                                                                             |                                                      |       |                        |                                                                                          |
| 21 februari WK 1974 kwalificatie № 199 «onderlinge duels» 20:30 uur (UTC+1) | Spanje                                               | 3 – 1 | Griekenland            | Estadio La Rosaleda, Málaga Toeschouwers: 20.569 Scheidsrechter: Michel Kitabdjian (FRA) |
| 21 februari WK 1974 kwalificatie № 199 «onderlinge duels» 20:30 uur (UTC+1) | José Claramunt 29' Juan Sol 38' Roberto Martínez 77' |       | 37' Antonis Antoniadis | Estadio La Rosaleda, Málaga Toeschouwers: 20.569 Scheidsrechter: Michel Kitabdjian (FRA) |

|                                                                    |                                                          |       |                                   |                                                                                       |
| 2 mei Vriendschappelijk № 200 «onderlinge duels» 20:15 uur (UTC+1) | Nederland                                                | 3 – 2 | Spanje                            | Olympisch Stadion, Amsterdam Toeschouwers: 26.000 Scheidsrechter: Günter Männig (DDR) |
| 2 mei Vriendschappelijk № 200 «onderlinge duels» 20:15 uur (UTC+1) | Johnny Rep 12' Miguel Reina 42' (e.d.) Johan Cruijff 90' |       | 19' Óscar Valdez 48' Óscar Valdez | Olympisch Stadion, Amsterdam Toeschouwers: 26.000 Scheidsrechter: Günter Männig (DDR) |

| |         |       |        |                                                                                    |
| 17 oktober Vriendschappelijk 50-jarig jubileumwedstrijd Turkse Republiek № 201 «onderlinge duels» 20:00 uur (UTC+3) | Turkije | 0 – 0 | Spanje | BJK Inönüstadion, Istanbul Toeschouwers: 12.678 Scheidsrechter: Nikola Dudin (BUL) |
| 17 oktober Vriendschappelijk 50-jarig jubileumwedstrijd Turkse Republiek № 201 «onderlinge duels» 20:00 uur (UTC+3) |         |       |        | BJK Inönüstadion, Istanbul Toeschouwers: 12.678 Scheidsrechter: Nikola Dudin (BUL) |

|                                                                            |             |       |        |                                                                                   |
| 21 oktober WK 1974 kwalificatie № 202 «onderlinge duels» 14:30 uur (UTC+1) | Joegoslavië | 0 – 0 | Spanje | Maksimirstadion, Zagreb Toeschouwers: 61.010 Scheidsrechter: Erich Linemayr (AUT) |
| 21 oktober WK 1974 kwalificatie № 202 «onderlinge duels» 14:30 uur (UTC+1) |             |       |        | Maksimirstadion, Zagreb Toeschouwers: 61.010 Scheidsrechter: Erich Linemayr (AUT) |

|                                                                          |                                     |       |                    |                                                                                        |
| 24 november Vriendschappelijk № 203 «onderlinge duels» 15:30 uur (UTC+1) | West-Duitsland                      | 2 – 1 | Spanje             | Neckarstadion, Stuttgart Toeschouwers: 70.000 Scheidsrechter: Alistair MacKenzie (SCO) |
| 24 november Vriendschappelijk № 203 «onderlinge duels» 15:30 uur (UTC+1) | Jupp Heynckes 13' Jupp Heynckes 37' |       | 53' José Claramunt | Neckarstadion, Stuttgart Toeschouwers: 70.000 Scheidsrechter: Alistair MacKenzie (SCO) |

### 1974
|                                                                                      |        |                      |             |                                                                                        |
| 13 februari WK 1974 kwalificatie Play-off № 204 «onderlinge duels» 19:30 uur (UTC+1) | Spanje | 0 – 1                | Joegoslavië | Waldstadion, Frankfurt am Main Toeschouwers: 62.000 Scheidsrechter: Vital Loraux (BEL) |
| 13 februari WK 1974 kwalificatie Play-off № 204 «onderlinge duels» 19:30 uur (UTC+1) |        | 13' Josip Katalinski |             | Waldstadion, Frankfurt am Main Toeschouwers: 62.000 Scheidsrechter: Vital Loraux (BEL) |

|                                                                          |                |       |        |                                                                           |
| 23 februari Vriendschappelijk № 205 «onderlinge duels» 20:30 uur (UTC+1) | West-Duitsland | 1 – 0 | Spanje | Sarrià, Barcelona Toeschouwers: 17.000 Scheidsrechter: Michal Jursa (TCH) |
| 23 februari Vriendschappelijk № 205 «onderlinge duels» 20:30 uur (UTC+1) | Asensi 20'     |       |        | Sarrià, Barcelona Toeschouwers: 17.000 Scheidsrechter: Michal Jursa (TCH) |

|                                                                              |                            |       |                                                |                                                                                             |
| 25 september EK 1976 kwalificatie № 206 «onderlinge duels» 19:00 uur (UTC+1) | Denemarken                 | 1 – 2 | Spanje                                         | Københavns Idrætspark, Kopenhagen Toeschouwers: 27.300 Scheidsrechter: John Carpenter (IRL) |
| 25 september EK 1976 kwalificatie № 206 «onderlinge duels» 19:00 uur (UTC+1) | Kristen Nygaard 48' (pen.) |       | 28' (pen.) José Claramunt 41' Roberto Martínez | Københavns Idrætspark, Kopenhagen Toeschouwers: 27.300 Scheidsrechter: John Carpenter (IRL) |

| |                   |       |           |                                                                                             |
| 12 oktober Vriendschappelijk Copa de la Hispanidad 1974 № 207 «onderlinge duels» 16:30 uur (UTC−3) | Argentinië        | 1 – 1 | Spanje    | Estadio Monumental, Buenos Aires Toeschouwers: 70.000 Scheidsrechter: Armando Marques (BRA) |
| 12 oktober Vriendschappelijk Copa de la Hispanidad 1974 № 207 «onderlinge duels» 16:30 uur (UTC−3) | Roberto Rogel 83' |       | 82' Pirri | Estadio Monumental, Buenos Aires Toeschouwers: 70.000 Scheidsrechter: Armando Marques (BRA) |

|                                                                           |                   |       |                     |                                                                                 |
| 20 november EK 1976 kwalificatie № 208 «onderlinge duels» 20:00 uur (UTC) | Schotland         | 1 – 2 | Spanje              | Hampden Park, Glasgow Toeschouwers: 94.331 Scheidsrechter: Erich Linemayr (AUT) |
| 20 november EK 1976 kwalificatie № 208 «onderlinge duels» 20:00 uur (UTC) | Billy Bremner 11' |       | 36' Quini 61' Quini | Hampden Park, Glasgow Toeschouwers: 94.331 Scheidsrechter: Erich Linemayr (AUT) |

### 1975
|                                                                            |            |       |               |                                                                                          |
| 5 februari EK 1976 kwalificatie № 209 «onderlinge duels» 20:30 uur (UTC+1) | Spanje     | 1 – 1 | Schotland     | Estadio Luís Casanova, Valencia Toeschouwers: 40.952 Scheidsrechter: Fred Delcourt (BEL) |
| 5 februari EK 1976 kwalificatie № 209 «onderlinge duels» 20:30 uur (UTC+1) | Megido 67' |       | 2' Joe Jordan | Estadio Luís Casanova, Valencia Toeschouwers: 40.952 Scheidsrechter: Fred Delcourt (BEL) |

|                                                                          |              |       |                   |                                                                                             |
| 17 april EK 1976 kwalificatie № 210 «onderlinge duels» 20:30 uur (UTC+2) | Spanje       | 1 – 1 | Roemenië          | Estadio Santiago Bernabéu, Madrid Toeschouwers: 54.660 Scheidsrechter: Charles Corver (NED) |
| 17 april EK 1976 kwalificatie № 210 «onderlinge duels» 20:30 uur (UTC+2) | Velázquez 6' |       | 70' Zoltan Crişan | Estadio Santiago Bernabéu, Madrid Toeschouwers: 54.660 Scheidsrechter: Charles Corver (NED) |

|                                                                            |                               |       |            |                                                                         |
| 12 oktober EK 1976 kwalificatie № 211 «onderlinge duels» 20:30 uur (UTC+1) | Spanje                        | 2 – 0 | Denemarken | Sarrià, Barcelona Toeschouwers: 6.869 Scheidsrechter: Paul Bonett (MLT) |
| 12 oktober EK 1976 kwalificatie № 211 «onderlinge duels» 20:30 uur (UTC+1) | Pirri 41' José Luis Capón 82' |       |            | Sarrià, Barcelona Toeschouwers: 6.869 Scheidsrechter: Paul Bonett (MLT) |

|                                                                             |                                                 |       |                           |                                                                                                |
| 16 november EK 1976 kwalificatie № 212 «onderlinge duels» 14:00 uur (UTC+2) | Roemenië                                        | 2 – 2 | Spanje                    | Stadionul 23 August, Boekarest Toeschouwers: 45.381 Scheidsrechter: Hans-Joachim Weyland (FRG) |
| 16 november EK 1976 kwalificatie № 212 «onderlinge duels» 14:00 uur (UTC+2) | Dudu Georgescu 72' (pen.) Anghel Iordănescu 80' |       | 29' Villar 56' Santillana | Stadionul 23 August, Boekarest Toeschouwers: 45.381 Scheidsrechter: Hans-Joachim Weyland (FRG) |

### 1976
|                                                                          |                |       |                |                                                                                         |
| 24 april EK 1976 kwalificatie № 213 «onderlinge duels» 21:00 uur (UTC+2) | Spanje         | 1 – 1 | West-Duitsland | Estadio Vicente Calderón, Madrid Toeschouwers: 51.771 Scheidsrechter: Jack Taylor (ENG) |
| 24 april EK 1976 kwalificatie № 213 «onderlinge duels» 21:00 uur (UTC+2) | Santillana 21' |       | 60' Erich Beer | Estadio Vicente Calderón, Madrid Toeschouwers: 51.771 Scheidsrechter: Jack Taylor (ENG) |

|                                                                        |                                     |       |        |                                                                                 |
| 22 mei EK 1976 kwalificatie № 214 «onderlinge duels» 16:00 uur (UTC+1) | West-Duitsland                      | 2 – 0 | Spanje | Olympiastadion, München Toeschouwers: 77.637 Scheidsrechter: Robert Wurtz (FRA) |
| 22 mei EK 1976 kwalificatie № 214 «onderlinge duels» 16:00 uur (UTC+1) | Uli Hoeneß 17' Klaus Toppmöller 43' |       |        | Olympiastadion, München Toeschouwers: 77.637 Scheidsrechter: Robert Wurtz (FRA) |

|                                                                            |                  |       |             |                                                                                                  |
| 10 oktober WK 1978 kwalificatie № 215 «onderlinge duels» 17:30 uur (UTC+1) | Spanje           | 1 – 0 | Joegoslavië | Estadio Ramón Sánchez Pizjuán, Sevilla Toeschouwers: 19.217 Scheidsrechter: Károly Palotai (HUN) |
| 10 oktober WK 1978 kwalificatie № 215 «onderlinge duels» 17:30 uur (UTC+1) | Pirri 86' (pen.) |       |             | Estadio Ramón Sánchez Pizjuán, Sevilla Toeschouwers: 19.217 Scheidsrechter: Károly Palotai (HUN) |

### 1977
|                                                                       |         |                             |        |                                                                                |
| 9 februari Vriendschappelijk № 216 «onderlinge duels» 15:00 uur (UTC) | Ierland | 0 – 1                       | Spanje | Lansdowne Road, Dublin Toeschouwers: 22.000 Scheidsrechter: John Hunting (ENG) |
| 9 februari Vriendschappelijk № 216 «onderlinge duels» 15:00 uur (UTC) |         | 10' Jesús María Satrústegui |        | Lansdowne Road, Dublin Toeschouwers: 22.000 Scheidsrechter: John Hunting (ENG) |

|                                                                       |             |       |                    |                                                                                             |
| 27 maart Vriendschappelijk № 217 «onderlinge duels» 17:00 uur (UTC+1) | Spanje      | 1 – 1 | Hongarije          | Estadio José Rico Pérez, Alicante Toeschouwers: 25.000 Scheidsrechter: Michel Vautrot (FRA) |
| 27 maart Vriendschappelijk № 217 «onderlinge duels» 17:00 uur (UTC+1) | Juanito 68' |       | 58' László Pusztai | Estadio José Rico Pérez, Alicante Toeschouwers: 25.000 Scheidsrechter: Michel Vautrot (FRA) |

|                                                                          |                       |       |        |                                                                                    |
| 16 april WK 1978 kwalificatie № 218 «onderlinge duels» 16:30 uur (UTC+2) | Roemenië              | 1 – 0 | Spanje | Stadionul Steaua, Boekarest Toeschouwers: 18.500 Scheidsrechter: John Gordon (SCO) |
| 16 april WK 1978 kwalificatie № 218 «onderlinge duels» 16:30 uur (UTC+2) | Goyo Benito 6' (e.d.) |       |        | Stadionul Steaua, Boekarest Toeschouwers: 18.500 Scheidsrechter: John Gordon (SCO) |

|                                                                           |                    |       |                                 |                                                                             |
| 21 september Vriendschappelijk № 219 «onderlinge duels» 20:00 uur (UTC+1) | Zwitserland        | 1 – 2 | Spanje                          | Wankdorf, Bern Toeschouwers: 13.000 Scheidsrechter: Ferdinand Biwersi (FRG) |
| 21 september Vriendschappelijk № 219 «onderlinge duels» 20:00 uur (UTC+1) | Rudolf Elsener 43' |       | 48' Rubén Cano 56' López Ufarte | Wankdorf, Bern Toeschouwers: 13.000 Scheidsrechter: Ferdinand Biwersi (FRG) |

|                                                                            |                                 |       |          |                                                                                          |
| 26 oktober WK 1978 kwalificatie № 220 «onderlinge duels» 21:00 uur (UTC+1) | Spanje                          | 2 – 0 | Roemenië | Estadio Vicente Calderón, Madrid Toeschouwers: 40.000 Scheidsrechter: Robert Wurtz (FRA) |
| 26 oktober WK 1978 kwalificatie № 220 «onderlinge duels» 21:00 uur (UTC+1) | Eugenio Leal 74' Rubén Cano 83' |       |          | Estadio Vicente Calderón, Madrid Toeschouwers: 40.000 Scheidsrechter: Robert Wurtz (FRA) |

|                                                                             |             |                |        |                                                                                 |
| 30 november WK 1978 kwalificatie № 221 «onderlinge duels» 13:30 uur (UTC+1) | Joegoslavië | 0 – 1          | Spanje | Rode Sterstadion, Belgrado Toeschouwers: 66.285 Scheidsrechter: Ken Burns (ENG) |
| 30 november WK 1978 kwalificatie № 221 «onderlinge duels» 13:30 uur (UTC+1) |             | 71' Rubén Cano |        | Rode Sterstadion, Belgrado Toeschouwers: 66.285 Scheidsrechter: Ken Burns (ENG) |

### 1978
|                                                                         |                           |       |                    |                                                                                           |
| 25 januari Vriendschappelijk № 222 «onderlinge duels» 21:00 uur (UTC+1) | Spanje                    | 2 – 1 | Italië             | Estadio Santiago Bernabéu, Madrid Toeschouwers: 25.000 Scheidsrechter: Robert Wurtz (FRA) |
| 25 januari Vriendschappelijk № 222 «onderlinge duels» 21:00 uur (UTC+1) | Pirri 10' (pen.) Dani 56' |       | 83' Marco Tardelli | Estadio Santiago Bernabéu, Madrid Toeschouwers: 25.000 Scheidsrechter: Robert Wurtz (FRA) |

|                                                                       |                              |       |           |                                                                               |
| 29 maart Vriendschappelijk № 223 «onderlinge duels» 20:00 uur (UTC+1) | Spanje                       | 3 – 0 | Noorwegen | El Molinón, Gijón Toeschouwers: 25.000 Scheidsrechter: Vojtech Christov (TCH) |
| 29 maart Vriendschappelijk № 223 «onderlinge duels» 20:00 uur (UTC+1) | Quini 6' Villar 22' Dani 60' |       |           | El Molinón, Gijón Toeschouwers: 25.000 Scheidsrechter: Vojtech Christov (TCH) |

|                                                                       |                   |       |        |                                                                                       |
| 26 april Vriendschappelijk № 224 «onderlinge duels» 19:00 uur (UTC+2) | Spanje            | 2 – 0 | Mexico | Estadio Los Cármenes, Granada Toeschouwers: 28.000 Scheidsrechter: Alain Delmer (FRA) |
| 26 april Vriendschappelijk № 224 «onderlinge duels» 19:00 uur (UTC+2) | Quini 6' Dani 16' |       |        | Estadio Los Cármenes, Granada Toeschouwers: 28.000 Scheidsrechter: Alain Delmer (FRA) |

|                                                                     |         |       |        |                                                                       |
| 24 mei Vriendschappelijk № 225 «onderlinge duels» 19:00 uur (UTC−3) | Uruguay | 0 – 0 | Spanje | Estadio Centenario, Montevideo Scheidsrechter: Héctor Rodríguez (URU) |
| 24 mei Vriendschappelijk № 225 «onderlinge duels» 19:00 uur (UTC−3) |         |       |        | Estadio Centenario, Montevideo Scheidsrechter: Héctor Rodríguez (URU) |

| Wereldkampioenschap voetbal 1978 |
| -------------------------------- |

|                                                                   |                                      |       |          |                                                                                                 |
| 3 juni WK 1978 Groep 3 № 226 «onderlinge duels» 13:45 uur (UTC−3) | Oostenrijk                           | 2 – 1 | Spanje   | Estadio José Amalfitani, Buenos Aires Toeschouwers: 40.841 Scheidsrechter: Károly Palotai (HUN) |
| 3 juni WK 1978 Groep 3 № 226 «onderlinge duels» 13:45 uur (UTC−3) | Walter Schachner 10' Hans Krankl 77' |       | 21' Dani | Estadio José Amalfitani, Buenos Aires Toeschouwers: 40.841 Scheidsrechter: Károly Palotai (HUN) |

|                                                                   |        |       |          | |
| 7 juni WK 1978 Groep 3 № 227 «onderlinge duels» 13:45 uur (UTC−3) | Spanje | 0 – 0 | Brazilië | Estadio José María Minella, Mar del Plata Toeschouwers: 34.771 Scheidsrechter: Sergio Gonella (ITA) |
| 7 juni WK 1978 Groep 3 № 227 «onderlinge duels» 13:45 uur (UTC−3) |        |       |          | Estadio José María Minella, Mar del Plata Toeschouwers: 34.771 Scheidsrechter: Sergio Gonella (ITA) |

|                                                                    |            |       |        | |
| 11 juni WK 1978 Groep 3 № 228 «onderlinge duels» 13:45 uur (UTC−3) | Spanje     | 1 – 0 | Zweden | Estadio José Amalfitani, Buenos Aires Toeschouwers: 46.765 Scheidsrechter: Ferdinand Biwersi (FRG) |
| 11 juni WK 1978 Groep 3 № 228 «onderlinge duels» 13:45 uur (UTC−3) | Asensi 76' |       |        | Estadio José Amalfitani, Buenos Aires Toeschouwers: 46.765 Scheidsrechter: Ferdinand Biwersi (FRG) |

|  |  |  |  |  |  |  |  |  |

|                                                                           |                       |       |                            |                                                                                   |
| 4 oktober EK 1980 kwalificatie № 229 «onderlinge duels» 17:30 uur (UTC+1) | Joegoslavië           | 1 – 2 | Spanje                     | Maksimirstadion, Zagreb Toeschouwers: 41.539 Scheidsrechter: Erich Linemayr (AUT) |
| 4 oktober EK 1980 kwalificatie № 229 «onderlinge duels» 17:30 uur (UTC+1) | Vahid Halilhodžić 44' |       | 19' Juanito 31' Santillana | Maksimirstadion, Zagreb Toeschouwers: 41.539 Scheidsrechter: Erich Linemayr (AUT) |

|                                                                         |                    |       |        |                                                                                       |
| 8 november Vriendschappelijk № 230 «onderlinge duels» 20:30 uur (UTC+1) | Frankrijk          | 1 – 0 | Spanje | Parc des Princes, Parijs Toeschouwers: 37.897 Scheidsrechter: Walter Eschweiler (FRG) |
| 8 november Vriendschappelijk № 230 «onderlinge duels» 20:30 uur (UTC+1) | Léonard Specht 41' |       |        | Parc des Princes, Parijs Toeschouwers: 37.897 Scheidsrechter: Walter Eschweiler (FRG) |

|                                                                             |           |       |          |                                                                                       |
| 15 november EK 1980 kwalificatie № 231 «onderlinge duels» 21:00 uur (UTC+1) | Spanje    | 1 – 0 | Roemenië | Estadio Luis Casanova, Valencia Toeschouwers: 37.019 Scheidsrechter: Jan Keizer (NED) |
| 15 november EK 1980 kwalificatie № 231 «onderlinge duels» 21:00 uur (UTC+1) | Asensi 9' |       |          | Estadio Luis Casanova, Valencia Toeschouwers: 37.019 Scheidsrechter: Jan Keizer (NED) |

|                                                                             |                                                                               |       |        |                                                                                         |
| 13 december EK 1980 kwalificatie № 232 «onderlinge duels» 20:30 uur (UTC+1) | Spanje                                                                        | 5 – 0 | Cyprus | Estadio El Helmántico, Salamanca Toeschouwers: 14.974 Scheidsrechter: Paul Bonett (MLT) |
| 13 december EK 1980 kwalificatie № 232 «onderlinge duels» 20:30 uur (UTC+1) | Asensi 8' Vicente del Bosque 19' Santillana 52' Rubén Cano 66' Santillana 77' |       |        | Estadio El Helmántico, Salamanca Toeschouwers: 14.974 Scheidsrechter: Paul Bonett (MLT) |

|                                                                          |                 |       |        |                                                                                 |
| 21 december Vriendschappelijk № 233 «onderlinge duels» 14:30 uur (UTC+1) | Italië          | 1 – 0 | Spanje | Olympisch Stadion, Rome Toeschouwers: 28.685 Scheidsrechter: Nikola Dudin (BUL) |
| 21 december Vriendschappelijk № 233 «onderlinge duels» 14:30 uur (UTC+1) | Paolo Rossi 31' |       |        | Olympisch Stadion, Rome Toeschouwers: 28.685 Scheidsrechter: Nikola Dudin (BUL) |

### 1979
|                                                                       |                   |       |        |                                                                                  |
| 14 maart Vriendschappelijk № 234 «onderlinge duels» 17:00 uur (UTC+1) | Tsjecho-Slowakije | 1 – 0 | Spanje | Tehelné pole, Bratislava Toeschouwers: 40.000 Scheidsrechter: László Pádár (HUN) |
| 14 maart Vriendschappelijk № 234 «onderlinge duels» 17:00 uur (UTC+1) | Marián Masný 87'  |       |        | Tehelné pole, Bratislava Toeschouwers: 40.000 Scheidsrechter: László Pádár (HUN) |

|                                                                         |                                              |       |                   |                                                                                             |
| 4 april EK 1980 kwalificatie № 235 «onderlinge duels» 16:00 uur (UTC+2) | Roemenië                                     | 2 – 2 | Spanje            | Stadionul Central, Craiova Toeschouwers: 34.506 Scheidsrechter: Marcel Van Langenhove (BEL) |
| 4 april EK 1980 kwalificatie № 235 «onderlinge duels» 16:00 uur (UTC+2) | Dudu Georgescu 55' (pen.) Dudu Georgescu 64' |       | 57' Dani 69' Dani | Stadionul Central, Craiova Toeschouwers: 34.506 Scheidsrechter: Marcel Van Langenhove (BEL) |

|                                                                           |                 |       |                 |                                                                                 |
| 26 september Vriendschappelijk № 236 «onderlinge duels» 20:30 uur (UTC+2) | Portugal        | 1 – 1 | Spanje          | Estadio Balaídos, Vigo Toeschouwers: 35.000 Scheidsrechter: Luigi Agnolin (ITA) |
| 26 september Vriendschappelijk № 236 «onderlinge duels» 20:30 uur (UTC+2) | Dani 26' (pen.) |       | 74' (pen.) Nené | Estadio Balaídos, Vigo Toeschouwers: 35.000 Scheidsrechter: Luigi Agnolin (ITA) |

|                                                                            |        |                 |             |                                                                                      |
| 10 oktober EK 1980 kwalificatie № 237 «onderlinge duels» 21:00 uur (UTC+1) | Spanje | 0 – 1           | Joegoslavië | Estadio Mestalla, Valencia Toeschouwers: 28.078 Scheidsrechter: Brian McGinlay (SCO) |
| 10 oktober EK 1980 kwalificatie № 237 «onderlinge duels» 21:00 uur (UTC+1) |        | 5' Ivica Šurjak |             | Estadio Mestalla, Valencia Toeschouwers: 28.078 Scheidsrechter: Brian McGinlay (SCO) |

|                                                                          |                 |       |                                                             |                                                                                             |
| 14 november Vriendschappelijk № 238 «onderlinge duels» 20:30 uur (UTC+1) | Spanje          | 1 – 3 | Denemarken                                                  | Estadio Ramón de Carranza, Cádiz Toeschouwers: 18.000 Scheidsrechter: Roger Schoeters (BEL) |
| 14 november Vriendschappelijk № 238 «onderlinge duels» 20:30 uur (UTC+1) | Manuel Mesa 56' |       | 38' Preben Elkjær 55' Jens Jørn Bertelsen 77' Preben Elkjær | Estadio Ramón de Carranza, Cádiz Toeschouwers: 18.000 Scheidsrechter: Roger Schoeters (BEL) |

|                                                                            |                     |       |                                            |                                                                               |
| 9 december EK 1980 kwalificatie № 239 «onderlinge duels» 14:00 uur (UTC+2) | Cyprus              | 1 – 3 | Spanje                                     | Tsirionstadion, Limasol Toeschouwers: 9.128 Scheidsrechter: Josef Bucek (AUT) |
| 9 december EK 1980 kwalificatie № 239 «onderlinge duels» 14:00 uur (UTC+2) | Foivos Vrahimis 69' |       | 5' Villar 41' Santillana 89' Enrique Saura | Tsirionstadion, Limasol Toeschouwers: 9.128 Scheidsrechter: Josef Bucek (AUT) |

CONMEBOL: Colombia · Ecuador

UEFA: Albanië · België · Bulgarije · Cyprus · Denemarken · West-Duitsland · Duitse Democratische Republiek · Engeland · Finland · Frankrijk · Griekenland · Hongarije · IJsland · Ierland · Italië · Joegoslavië · Luxemburg · Malta · Nederland · Noord-Ierland · Noorwegen · Oostenrijk · Polen · Portugal · Roemenië · Schotland ·  Sovjet-Unie ·  Spanje · Tsjecho-Slowakije · Turkije · Wales ·  Zweden · Zwitserland

CAF: Madagaskar AFC: Israël

RFEF · A-internationals · Selecties · Bondscoaches · Spaans vrouwenelftal · Olympisch elftal · Spanje U21 · Spanje U20 · Spanje U19 · Spanje U18 · Spanje U17 · Spanje U16 · Vrouwen U17
1920 – 1929 ·
1930 – 1939 ·
1940 – 1949 ·
1950 – 1959 ·
1960 – 1969 ·
1970 – 1979 ·
1980 – 1989 ·
1990 – 1999 ·
2000 – 2009 ·
2010 – 2019 ·
2020 − 2029
EK's: 1964 · 
1980 · 
1984 · 
1988 · 
1996 · 
2000 · 
2004 · 
2008 · 
2012 · 
2016 · 
2020 · 
2024
WK's: 1934 · 
1950 · 
1962 · 
1966 · 
1978 · 
1982 · 
1986 · 
1990 · 
1994 · 
1998 · 
2002 · 
2006 · 
2010 · 
2014 · 
2018 · 
2022
OS: 1920 ·
1924 · 
1928 · 
1968 · 
1976 · 
1980 · 
1992 · 
1996 · 
2000 · 
2012 ·
2020
1920 · 
1921 · 
1922 · 
1923 · 
1924 · 
1925 · 
1926 · 
1927 · 
1928 · 
1929 · 
1930 · 
1931 · 
1932 · 
1933 · 
1934 · 
1935 · 
1936 · 
1937 · 1939 · 1940 · 
1941 · 
1942 · 
1943 · 1944 · 
1945 · 
1946 · 
1947 · 
1948 · 
1949 · 
1950 · 
1952 · 
1952 · 
1953 · 
1954 · 
1955 · 
1956 · 
1957 · 
1958 · 
1959 · 
1960 · 
1961 · 
1962 · 
1963 · 
1964 · 
1965 · 
1966 · 
1967 · 
1968 · 
1969 · 
1970 · 
1971 · 
1972 · 
1973 · 
1974 · 
1975 · 
1976 · 
1977 · 
1978 · 
1979 · 
1980 · 
1981 · 
1982 · 
1983 · 
1984 · 
1985 · 
1986 · 
1987 · 
1988 · 
1989 · 
1990 · 
1991 · 
1992 · 
1993 · 
1994 · 
1995 · 
1996 · 
1997 · 
1998 · 
1999 · 
2000 · 
2001 · 
2002 · 
2003 · 
2004 · 
2005 · 
2006 · 
2007 · 
2008 · 
2009 · 
2010 · 
2011 · 
2012 · 
2013 ·
2014 ·
2015 ·
2016 ·
2017 ·
2018 ·
2019 ·
2020 ·
2021 ·
2022
Albanië ·
Algerije ·
Andorra ·
Argentinië ·
Armenië ·
Australië ·
Azerbeidzjan ·
België ·
Bolivia ·
Bosnië en Herzegovina ·
Brazilië ·
Bulgarije ·
Canada ·
Chili ·
China ·
Colombia ·
Costa Rica ·
Cyprus ·
DDR ·
Denemarken ·
Duitsland ·
Ecuador ·
Egypte ·
El Salvador ·
Engeland ·
Estland ·
Equatoriaal-Guinea · 
Faeröer ·
Finland ·
Frankrijk ·
GOS ·
Georgië ·
Griekenland ·
Haïti ·
Honduras ·
Hongarije ·
Ierland ·
IJsland ·
Irak ·
Iran ·
Israël ·
Italië ·
Ivoorkust ·
Japan ·
Joegoslavië ·
Jordanië ·
Kosovo ·
Kroatië ·
Letland ·
Liechtenstein ·
Litouwen ·
Luxemburg ·
Malta ·
Marokko ·
Mexico ·
Nederland ·
Nieuw-Zeeland ·
Nigeria ·
Noord-Ierland ·
Noord-Macedonië ·
Noorwegen ·
Oekraïne ·
Oostenrijk ·
Panama ·
Paraguay ·
Peru ·
Polen ·
Portugal ·
Puerto Rico ·
Roemenië ·
Rusland ·
San Marino ·
Saoedi-Arabië ·
Schotland ·
Servië ·
Servië en Montenegro ·
Slovenië ·
Slowakije ·
Sovjet-Unie ·
Tahiti ·
Tsjechië ·
Tsjecho-Slowakije ·
Tunesië ·
Turkije ·
Uruguay ·
Venezuela ·
Verenigde Staten ·
Wales ·
Wit-Rusland ·
Zuid-Afrika ·
Zuid-Korea ·
Zweden ·
Zwitserland
Australië (2014) ·
Brazilië (2013) ·
Chili (2010) ·
Chili (2014) ·
Costa Rica (2022) ·
Duitsland (2008) ·
Duitsland (2022) ·
Engeland (1982) ·
Engeland (2024) ·
Frankrijk (1984) ·
Frankrijk (2006) ·
Frankrijk (2012) ·
Frankrijk (2021) ·
Griekenland (2008) ·
Honduras (2010) ·
Ierland (2012) ·
Iran (2018) ·
Italië (2008) ·
Italië (2012, 1) ·
Italië (2012, 2) ·
Italië (2016) ·
Italië (2021) ·
Japan (2022) ·
Kroatië (2012) ·
Kroatië (2021) ·
Marokko (2018) ·
Marokko (2022) ·
Nederland (2010) ·
Nederland (2014) ·
Oekraïne (2006) ·
Paraguay (2002) ·
Polen (2021) ·
Portugal (2012) ·
Portugal (2018) ·
Rusland (2008, 1) ·
Rusland (2008, 2) ·
Rusland (2018) ·
Saoedi-Arabië (2006) ·
Slovenië (2002) ·
Slowakije (2021) ·
Sovjet-Unie (1964) ·
Tsjechië (2016) ·
Tunesië (2006) ·
Turkije (2016) ·
West-Duitsland (1982) ·
Zuid-Afrika (2002) ·
Zweden (2008) ·
Zweden (2021) ·
Zwitserland (2010) ·
Zwitserland (2021)